# Bagno di arresto
Il bagno di arresto si utilizza in fotografia per interrompere rapidamente il processo di sviluppo prima della soluzione di fissaggio della pellicola fotografica o della stampa fotografica.
Bagno di arresto può essere semplice acqua, una soluzione di acido acetico al due per cento o un bagno di arresto prodotto in fabbrica.